# 危險年代
《危险年代》（英語：The Year of Living Dangerously，又译《灾难岁月》）是一部根据克里斯托夫·科奇同名小说改编，彼得·威尔执导并于1982年推出的澳大利亚电影。影片根据一个发生在印度尼西亚九·三〇事件时期的爱情故事，描述了该时期一群身处雅加达的外国记者努力报导这起未遂政变事发经过的艰难历程。
澳大利亚著名男演员梅尔·吉布森在片中扮演男主角，澳大利亚记者Guy Hamilton，而美国女演员西格妮·韦弗则饰演英国大使馆官员Jill Bryant。特别值得一提的是，身高仅1.45米的女演员琳达·亨特在片中反串出演一位名叫Billy Kwan的男摄影师，他是女主角Jill在当地的摄影师联系人。琳达最终因这一角色获得第56届学院奖女配角奖，成为学院奖历史上首位因反串出演一个不同性别的角色而获奖的演员。此外，澳大利亚演员比尔·科尔和诺尔·弗瑞尔也分别在片中出演Henderson上校和Wally O'Sullivan。
影片曾分别在澳大利亚和菲律宾进行取景的拍摄工作，上映后多年一直被印度尼西亚禁映，这一禁令一直到1999年才解除。
影片英文原片名"The Year of Living Dangerously"来自于印度尼西亚九·三〇事件所试图推翻的总统苏卡诺在1964年印度尼西亚独立日上的演讲时所引用的的一句意大利语："vivere pericolosamente"，意为"living dangerously"（危险地生活）。

## 演员表
- 梅尔·吉布森饰Guy Hamilton
- 西格妮·韦弗饰Jill Bryant
- 琳达·亨特饰Billy Kwan
- 比尔·科尔（英语：Bill Kerr）饰Henderson上校
- 诺尔·弗瑞尔（英语：Noel Ferrier）饰Wally O'Sullivan

## 反响
《危险年代》参加了1983年戛纳电影节的角逐，受到观众和专业影评人士的好评。
著名影评人罗杰·艾伯特给予本片四星（最高为四星）的高度评价并赞扬了琳达·亨特的精彩表演：“琳达·亨特把Billy Kwan这个角色演得实在是太令人吃惊了，要知道她可是一位纽约舞台剧的女演员。她完全投入到了这个角色当中，我们甚至都没能意识到她并不是个男人！这就是伟大的表演，将一个人像魔法般完全转变为另外一个！”而《纽约时报的文森特·坎比则在其文章中赞扬了梅尔·吉布森的表演：“如果这部电影都不能让吉布森先生（主演过《加里波利》和《疯狂的麦克斯II》）成为一位国际巨星，那么我看别的任何一部电影都没法做到了，他在这部影片中既拥有充足的戏份，也表现出了足够的才华。”

### 票房收入
《危险年代》的拍摄成本约为1300万美元，影片在澳大利亚上映的票房收入约为289万8000美元，而在美国上映的票房收入则为1027万8575美元。